# Aulacus pallidicaudis
Aulacus pallidicaudis är en stekelart som först beskrevs av Cameron 1911.  Aulacus pallidicaudis ingår i släktet Aulacus och familjen vedlarvsteklar. Inga underarter finns listade.